# Give Me Your Eyes
«Give Me Your Eyes» es una canción del cantante de música cristiana Brandon Heath de su segundo álbum, What If We. Se lanzó en julio de 2008 como el sencillo principal del álbum y rápidamente ganó éxito. Vendió casi 6000 descargas en la primera semana y se convirtió en la pista cristiana de mayor debut de 2008 en ese momento. Pronto se colocó en el número 1 en las listas de radio cristianas y ocupó el puesto durante varias semanas consecutivas. A fines de 2008, fue la segunda canción más reproducida del año en la contemporary hit radio.
La canción trata sobre querer ver el mundo como lo haría Dios y tener el deseo de ver a las personas con más compasión. «Give Me Your Eyes» fue escrita por Heath y el compositor Jason Ingram, y en general recibió críticas positivas. La canción recibió dos premios GMA Dove en abril de 2009, incluido el título de Canción del año. También fue nominada al premio Grammy en la categoría de Mejor Canción Góspel en 2009.

## Antecedentes
El significado de la canción se originó con una discusión entre Brandon Heath y su amigo y compositor Jason Ingram. «Tuvimos una conversación sobre la comida china en la que deseamos poder tener la perspectiva de Dios sobre las cosas», dijo Heath. «Si tuviéramos Su perspectiva, desearíamos poder tenerla por largos períodos de tiempo, en lugar de solo por unos segundos. Ese fue el comienzo». Pronto comenzó a escribir una canción sobre la idea, que fue la coescritura de «Give Me Your Eyes» con Ingram. Antes de grabar What If We, Heath había escrito 40 pistas posibles para el álbum y, aunque la canción no era su favorita, señaló que «Give Me Your Eyes» fue «una de las primeras que realmente sobresalió».

## Composición
El género de la canción ha sido descrito como pop, con influencias acústicas y leves de hip hop. Es una canción de tiempo medio basada en el rasgueo de una guitarra acústica, un piano de fondo y cuerdas ocasionales. El ritmo continuo con sonido de aplausos de la canción se describió como una «reproducción aleatoria de hip hop», lo que generó comparaciones con el músico cristiano Mat Kearney.
Líricamente, la canción trata sobre el deseo de ver a las personas como las vería Dios, y fue «inspirada por observar a la gente en un aeropuerto». Heath ha dicho: «[es] una canción sobre mis propias convicciones de querer ver el mundo con ojos compasivos».

## Lanzamiento y rendimiento comercial
«Give Me Your Eyes» se lanzó digitalmente como el sencillo principal de What If We el 23 de julio de 2008. Tras su lanzamiento, el sencillo fue un éxito comercial y pronto comenzó a ubicarse en las listas de radio cristianas. Hizo casi 6000 descargas en la primera semana, lo que la convirtió en la pista cristiana de debut más alta de 2008 en ese momento. En la segunda semana, se vendieron otras 6700 copias. Se ubicó en el puesto número 1 en la lista Hot Christian Songs de Billboard a partir de septiembre y pasó un total final de 14 semanas consecutivas en la cima hasta diciembre. También ocupó la posición número 1 en la lista Christian CHR de Radio & Records (R&R) durante 13 semanas consecutivas desde la última semana de agosto hasta principios de diciembre. Para la semana del 1 de noviembre de 2008, «Give Me Your Eyes» debutó en la lista Bubbling Under Hot 100 Singles de Billboard en el puesto 22, lo que equivale a ubicarse en el puesto 122 en el Hot 100.
A mediados de septiembre, había vendido 70 000 descargas digitales. La canción se colocó en el puesto número 1 en la lista de canciones cristianas principales de iTunes y lo ocupó desde julio hasta febrero durante siete meses consecutivos, lo que acumuló 100 000 descargas en iTunes a fines de octubre. Terminó 2008 como la segunda canción más reproducida en el formato Christian CHR de R&R; la canción también se ubicó en el puesto número 9 de las canciones cristianas de adult contemporary más reproducidas del año.

## Recepción crítica
En general, la canción recibió reseñas positivas. The New York Times destacó el álbum What If We de Heath, nominado al premio Grammy, como uno de los mejores nominados al Grammy en música cristiana ese año, diciendo; «El sentido de asombro del Sr. Heath está firmemente intacto: "Give Me Your Eyes", que está nominada a la mejor canción gospel, es una declaración despreocupada de humilde devoción». La canción apareció en la lista de reproducción de las diez mejores «selecciones de la semana» de USA Today a principios de marzo de 2009; El editor y crítico musical de la revista, Brian Mansfield, dijo: «Las nominaciones a los premios Grammy y Dove están atrayendo una segunda mirada a la canción de Heath sobre ver el panorama general de la vida». Matthew Watson, de Jesus Freak Hideout, dijo sobre los futuros esfuerzos musicales de Heath: «Podría ser realmente sobresaliente si se apega a canciones más optimistas como "Give Me Your Eyes"».
La canción fue nominada al premio Grammy en la categoría de mejor canción gospel para la 51.ª edición de los premios Grammy de 2009. Recibió dos premios en la 40.ª edición de los premios GMA Dove en abril de 2009: Canción del año y Canción pop/contemporánea del año. El 30 de enero de 2010, la canción ganó un Emmy por la campaña de anuncios de servicio público «Nashville Rescue Mission: Hunger to Hope del Midsouth Chapter» de la Academia Nacional de Ciencias y Artes Televisivas.

## Video musical

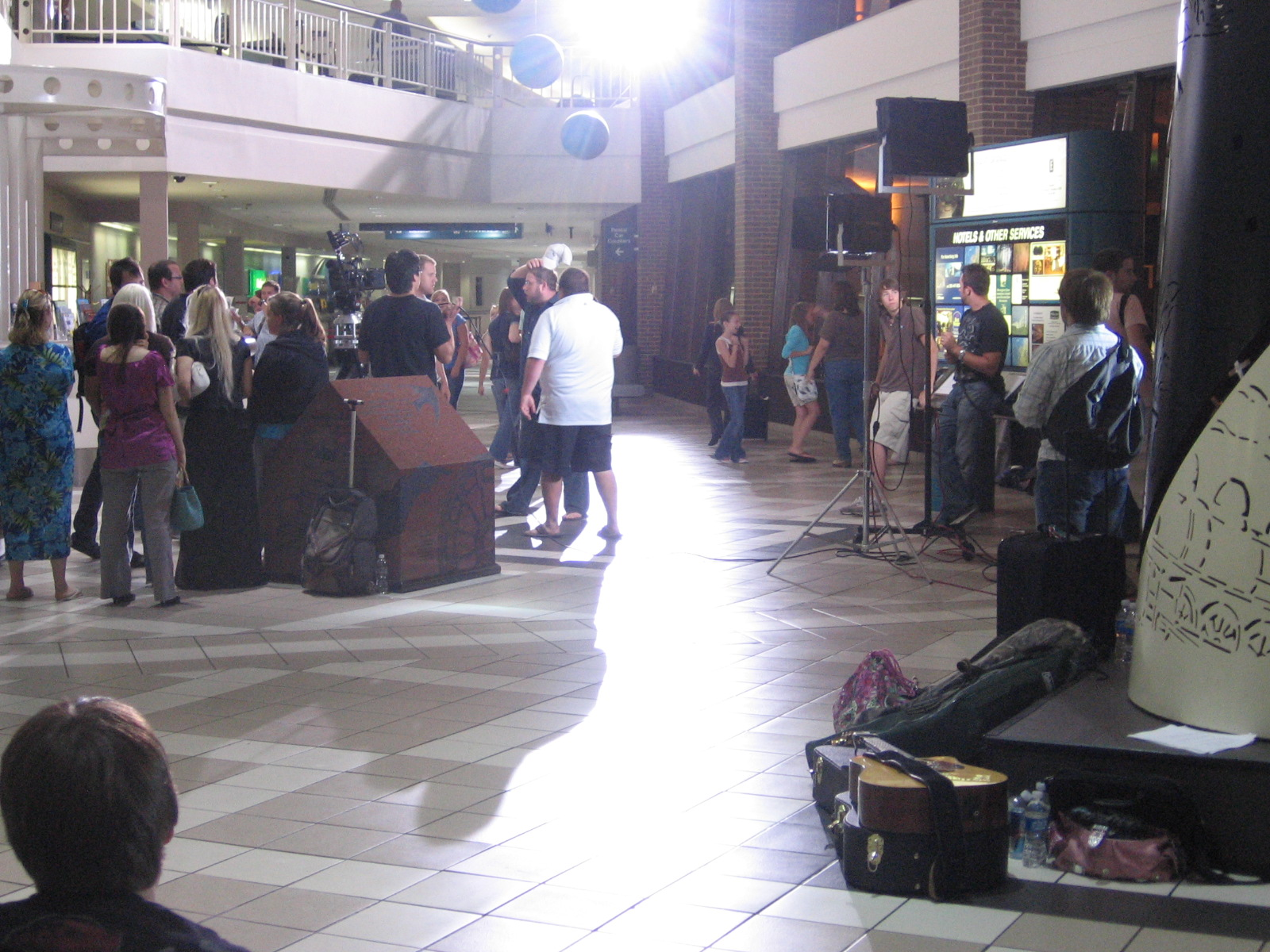
La mayor parte de la filmación de video de 2008 tuvo lugar en las áreas 2 y 3 de reclamo de equipaje del nivel inferior del aeropuerto de Birmingham, Alabama, de la terminal principal.

Se filmó un video musical de «Give Me Your Eyes» durante la noche del 23 al 24 de julio de 2008 en el Aeropuerto Internacional Birmingham-Shuttlesworth en Birmingham, Alabama, después de que la mayoría de los vuelos hubieran aterrizado esa noche. Fue dirigido por los hermanos Erwin y se estrenó en Gospel Music Channel el 23 de agosto de 2008. El video se desarrolla principalmente en un aeropuerto mientras Brandon Heath camina entre los viajeros, con tomas intercaladas de Heath sentado en los escalones y cantando. Las escenas de Heath solo sentado en las escaleras y en una silla se filmaron en la Terminal Aérea de Birmingham de 1962, demolida en 2011 para dejar espacio para la expansión de la terminal. La filmación de las escenas de multitudes tuvo lugar en las áreas de reclamo de equipaje 2 y 3 del nivel inferior de la terminal principal y en el borde de la acera del nivel de llegadas; Por la renovación del terminal en 2011, ya no se parece al aspecto que se muestra en el vídeo. En el puente de la canción, una parte del video se reproduce hacia atrás mientras canta las líneas «I want a second glance / So give me a second chance / To see the way You see the people all alone». En el último coro, algunas de las escenas anteriores se reproducen cuando Heath ahora ayuda con las situaciones individuales de las personas. En uno de los primeros planos, una mujer se para frente a un automóvil que se aproxima; se reproduce cuando Heath interviene y evita que el auto la atropelle. La escena del aeropuerto del video incluía alrededor de 100 extras.

## Posicionamiento en listas
| País           | Lista (2008)                   | Posición más alta |
| -------------- | ------------------------------ | ----------------- |
| Estados Unidos | Bubbling Under Hot 100 Singles | 22                |
| Estados Unidos | Hot Christian Songs            | 1                 |
| Estados Unidos | Christian Airplay              | 1                 |
| Estados Unidos | Christian AC                   | 1                 |

| País           | Lista (2008)                        | Posición |
| -------------- | ----------------------------------- | -------- |
| Estados Unidos | Hot Christian Songs (Billboard)     | 5        |
| Estados Unidos | Christian AC (Radio & Records)      | 9        |
| Estados Unidos | Christian CHR/Pop (Radio & Records) | 2        |
| País           | Lista (2009)                        | Posición |
| Estados Unidos | Hot Christian Songs                 | 17       |
| Estados Unidos | Christian AC                        | 11       |

| País           | Lista (2000-09)     | Posición |
| -------------- | ------------------- | -------- |
| Estados Unidos | Hot Christian Songs | 5        |

## Certificaciones
| País           | Organismo certificador | Certificación | Ventas certificadas | Ref.   |
| -------------- | ---------------------- | ------------- | ------------------- | ------ |
| Estados Unidos | RIAA                   | Platino       | 1 000 000           | [ 35 ] |